# 741
Cette page concerne l'année 741  du calendrier julien. Pour l'année 741 av. J.-C., voir 741 av. J.-C.
L'année 741 est une année commune qui commence un dimanche.

## Événements

### Afrique
- 19 août : le général Kulthum ibn Iyad, nommé gouverneur de Kairouan, qui a réuni contre les Berbères kharidjites révoltés une armée de 30 000 hommes recrutés en Syrie et en Égypte, entre de force à Sbiba[1].
- Octobre : bataille de Oued Sebou. Victoire les Berbères marocains sur une importante armée omeyyade envoyée sous l'ordre du calife de Damas pour briser la révolte. Kulthum ibn Iyad est battu et tué au cours de la bataille[2].  Cette bataille est à l’origine des royaumes autonomes qui se constituent au Maghreb à la fin du VIIIe siècle : le royaume rustumide, le royaume idrisside, le royaume de Sidjilmâsâ et le royaume aghlabide.

### Asie
- L’empereur du Japon Shômu décide de créer dans chaque région administrative un temple d’État (kokubunji), dépendant du temple Tōdai-ji à Nara[3].
- Début du règne de Ozmich, Kaghan des T’ou-kiue (Turcs), usurpateur, après l'assassinat de Tengri Qaghan (fin en 744)[4].

### Europe
- 18 juin : début du règne de Constantin V Copronyme, seul empereur byzantin à la mort de Léon III (fin en 775). Il doit lutter à l’intérieur contre la révolte des iconodules dirigée par son beau-frère Artavasdos[5].
- 27 juin : victoire d'Artavasdos sur Constantin V[6]. Il se fait couronner à Constantinople par le patriarche Anastasius, avec son fils Nicéphore

```
comme collègue, et restaure le culte des images (fin en 
743
)
[
5
]
. Constantin V se replie à 
Amorion
 (thème d’Orient).
```

- 22 octobre : à la mort de Charles Martel, le pouvoir dans le royaume franc est partagé entre ses deux fils Carloman (maire du palais d'Austrasie, Souabe, Thuringe) et Pépin III le Bref (maire du palais de Neustrie et de Bourgogne), en dépit du testament de leur père (partage du Vieux Poitiers, 742). Griffon, évincé, se révolte et est enfermé à Chèvremont par ses demi-frères Pépin et Carloman. Les grands aristocrates se révoltent également[7].
- 3 décembre : début du pontificat de Zacharie (fin en 752). Il contient les Lombards par la négociation et l’aide des Carolingiens. Il conclut avec Liutprand une trêve de vingt ans. Il ne se fait pas ratifier par l’empereur iconoclaste Constantin V[8].

- Création de l’évêché de Wurtzbourg en Bavière[9].
- 50 000 moines grecs se réfugient à Rome, bannis par l’empereur Constantin V et exaspérés contre lui[10].

## Naissances en 741
- Tassilon III de Bavière, duc de Bavière, dernier héritier de la dynastie bavaroise des Agilolfing[11].

## Décès en 741
- 18 juin : Léon III l'Isaurien, empereur byzantin.
- 22 octobre : Charles Martel à Quierzy-sur-Oise, maire des Palais d'Austrasie, de Neustrie et de Bourgogne.
- 10 décembre : Grégoire III, pape[12].

- Théodebald assassiné probablement par Carloman et Pépin III le Bref[13].